# ПФК Черно море (Варна) в европейските клубни турнири
В тази страница има подробна информация за всички срещи, които ПФК Черно море (Варна) е изиграл в европейските клубни турнири.

## Купа на УЕФА

### Сезон 2008/09
- Първи предварителен кръг, първи мач[1]

- Първи предварителен кръг, реванш[2]

- Втори предварителен кръг, първи мач[3]

- Втори предварителен кръг, реванш[4]

- Първи основен кръг, първи мач[5]

- Първи основен кръг, реванш[6]

### Сезон 2009/10
- Втори предварителен кръг, първи мач[7]

- Втори предварителен кръг, реванш[8]

- Трети предварителен кръг, първи мач[9]

- Трети предварителен кръг, реванш[10]

## Интертото

### Сезон 1982/83
- Група 1

- Група 1

- Група 1

- Група 1

- Група 1

- Група 1

### Сезон 2007/08
- Втори кръг, първи мач[11]

- Втори кръг, реванш[12]

- Трети кръг, първи мач[13]

- Трети кръг, реванш[14]